# Đông Sơn, Chương Châu
Đông Sơn (tiếng Trung: 东山县, Hán Việt: Đông Sơn huyện) là một huyện của thành phố Chương Châu, tỉnh Phúc Kiến, Cộng hòa Nhân dân Trung Hoa. Huyện này có 6 trấn.